# Exúvia

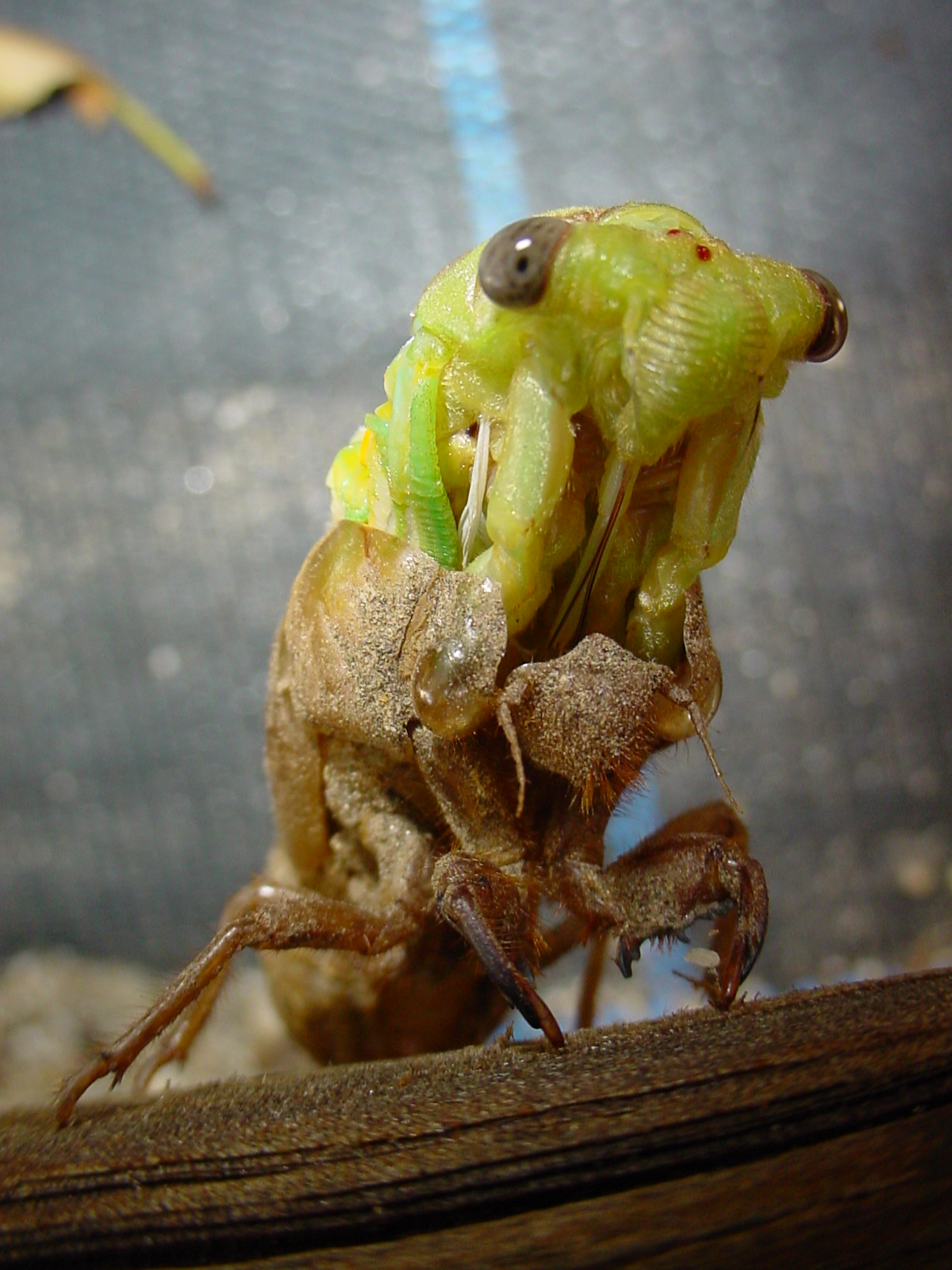
Cigarra libertando-se da sua exúvia.

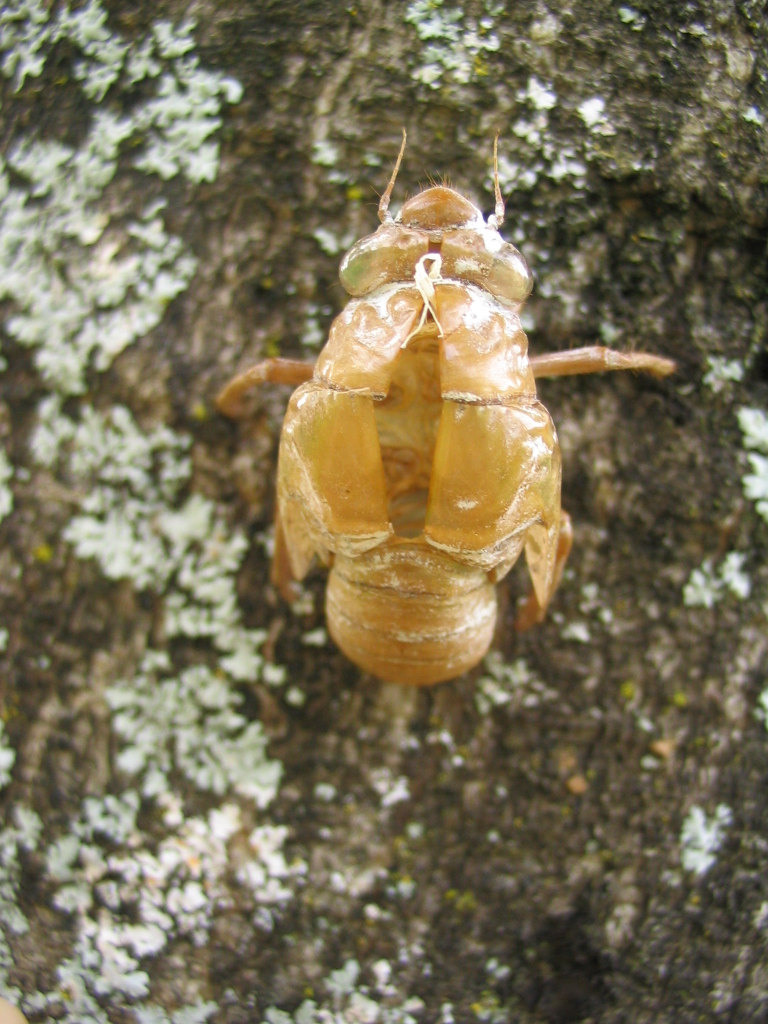
Última exúvia de cigarra mostrando a área de ruptura.

Exúvia (do latim exuviae‚ "camisa" ou "pele vazia") é a cutícula do exosqueleto quitinoso dos artrópodes (insectos, crustáceos e aracnídeos), os Ecdysozoa, que é abandonada aquando da ecdise ou muda. A designação é também por vezes aplicada à pele abandonada aquando da muda dos répteis (Reptilia).

## Descrição
A exúvia de um artrópode pode ser útil para identificar a espécie ou mesmo o sexo do animal. A sua utilização resulta de nem sempre ser prático estudar insectos, crustáceos ou aracnídeos directamente, sendo por vezes mais fácil recolher e estudar as suas exúvias para determinar alguns aspectos gerais do seu ciclo biológico, entre os quais a distribuição, número de indivíduos por sexo e população presente num ecossistema. O termo exúvia ganhou aceitação generalizada, sendo exuvium considerado como incorrecto.
A exúvia é em geral exclusivamente constituída por cutícula quitinizada ou material córneo, podendo por vezes conter  órgãos cuticulares como escamas ou cerdas. As exúvias são encontrados principalmente entre artrópodes (Arthropoda), como os insectos, aranhas e crustáceos, mas também entre alguns grupos de vertebrados terrestres, como as cobras e lagartos.
Nos artrópodes a ecdise desenvolve-se a partir da formação de um descolamento entre a velha e a cutícula emergente, formando um espaço exuvial que é progressivamente preenchido por uma secreção, o fluido exuvial, rica em quitinases e proteinases, que dissolve a endocutícula velha a partir do interior.
Muitos dos fósseis de trilobites, caranguejos-ferradura e euriptéridos formaram-se a partir de exúvias e não a partir dos próprios animais. Parte dos fósseis conhecidos desses grupos de animais estão assim relacionados com as mudas e com o crescimento.
Embora o termo exúvia seja raramente utilizado para designar os despojos resultantes da muda dos répteis, por vezes é utilizado no caso das cobras. No caso destes répteis, a exúvia é constituída normalmente por uma só peça, com o interior voltado para o exterior, ou seja com o estrato córneo, que consiste de células mortas da camada externa da epiderme para dentro.

## Galeria

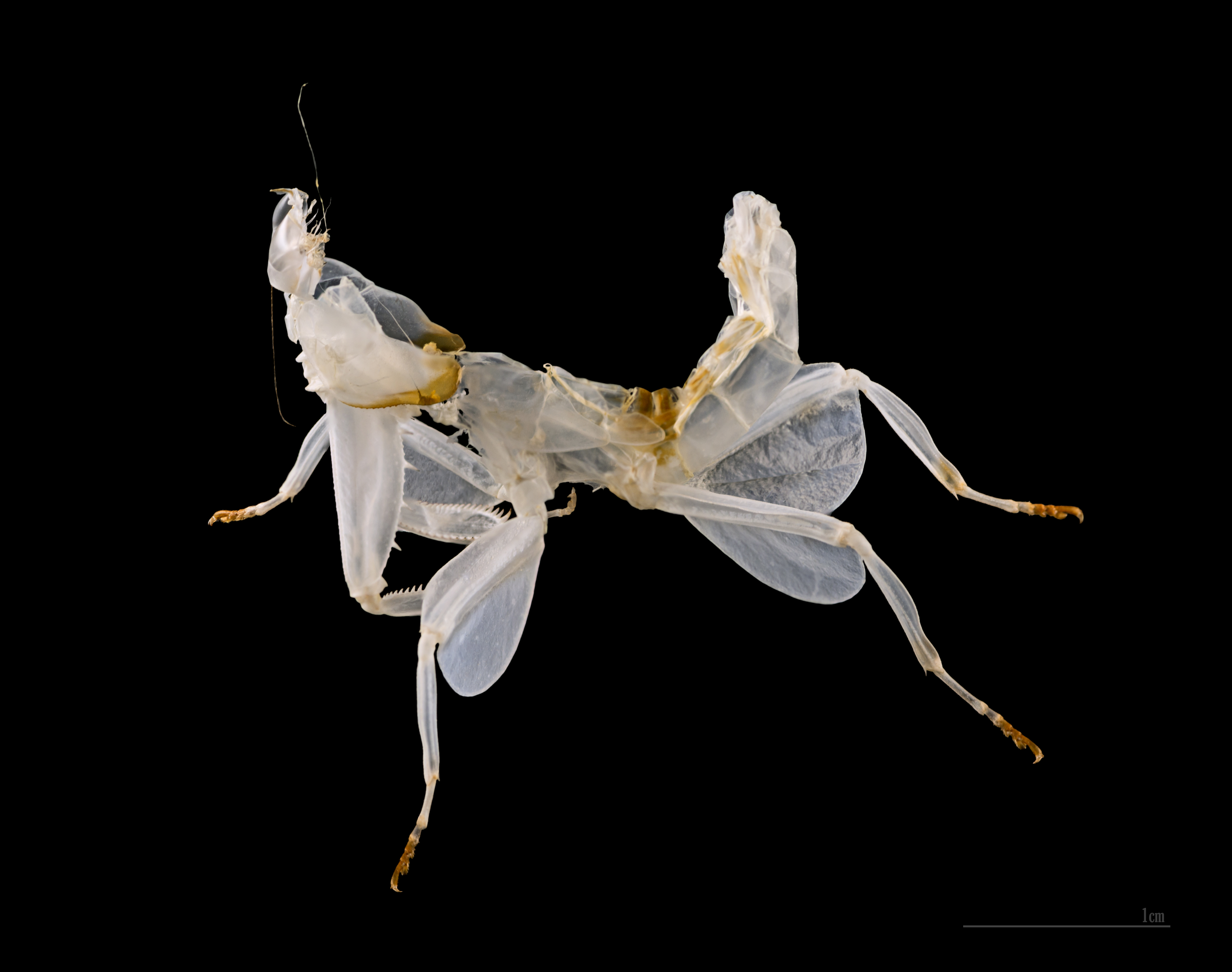
Exúvia de Hymenopus coronatus.
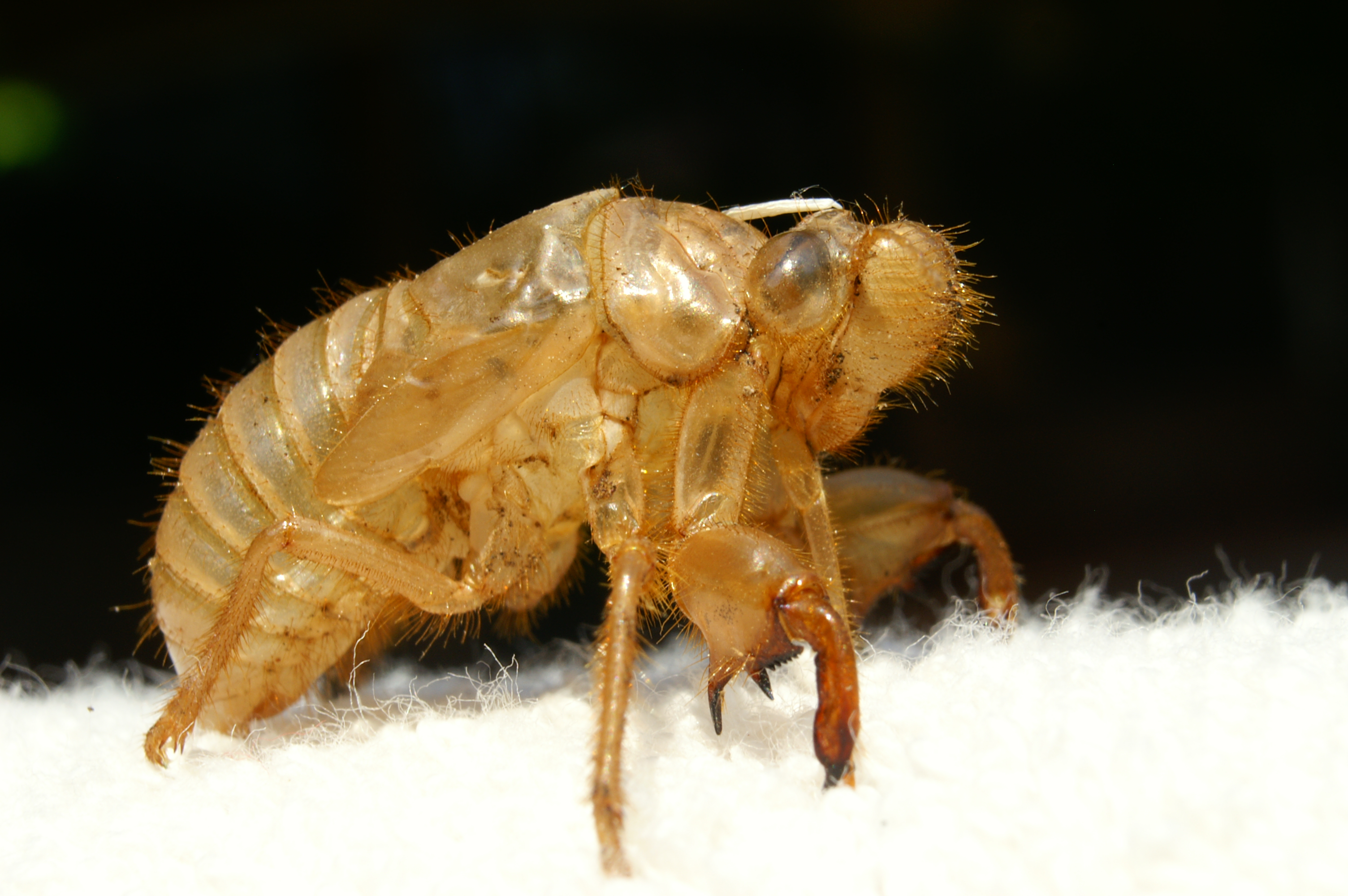
Exúdia de uma larva de uma cigarra da espécie Lyristes plebejus.
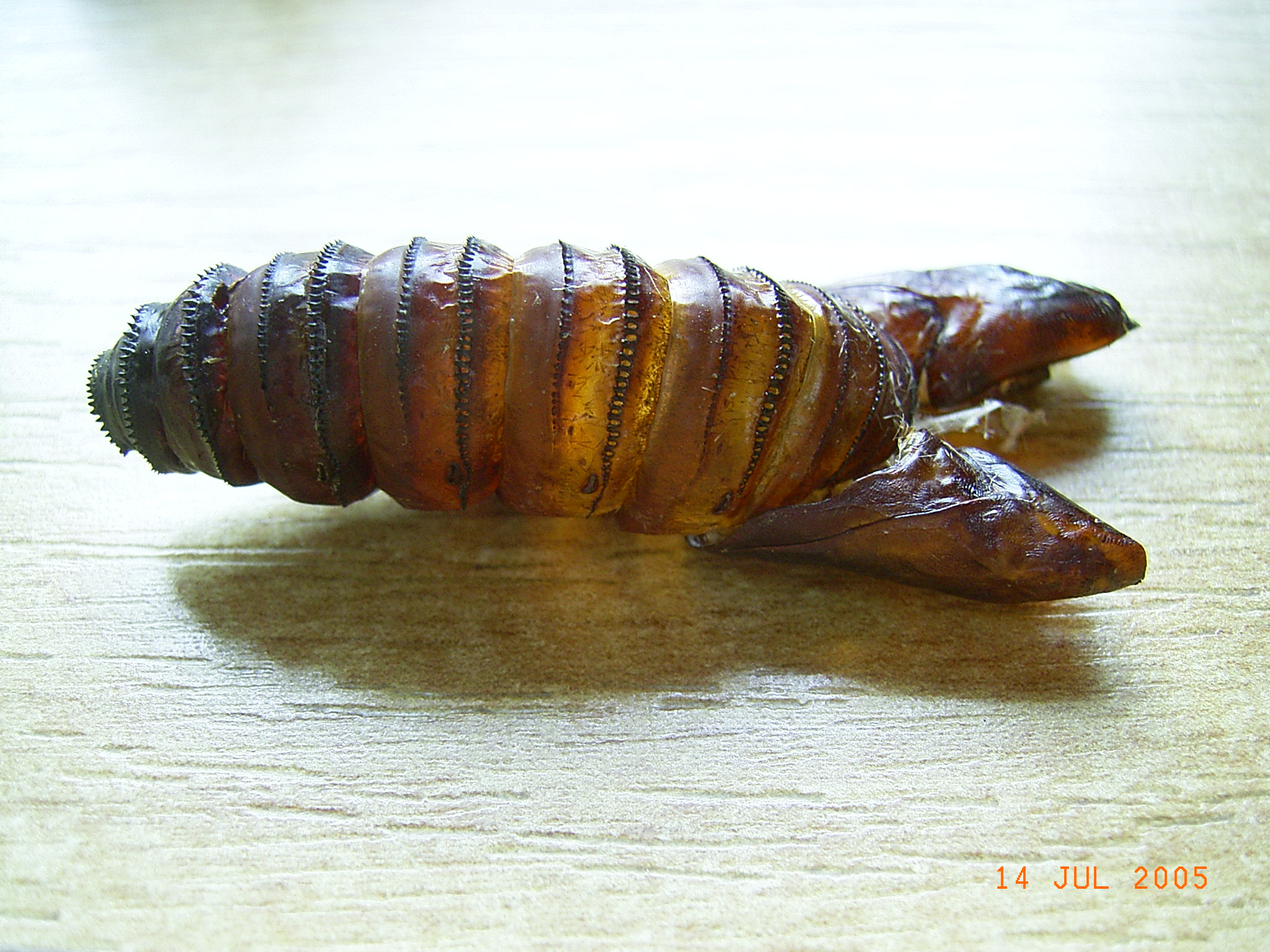
Cutícula de uma pupa de uma traça da espécie Cossus cossus.
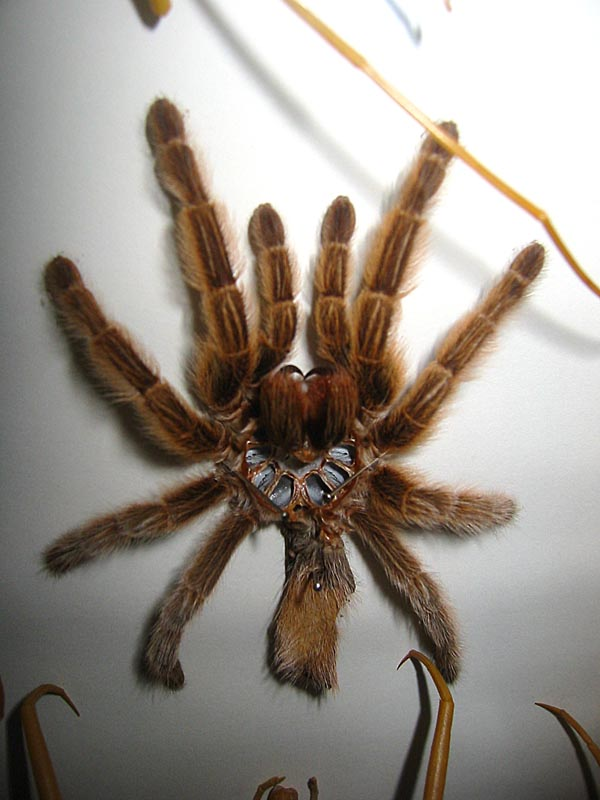
Exúdia de uma tarêntula (Theraphosidae).
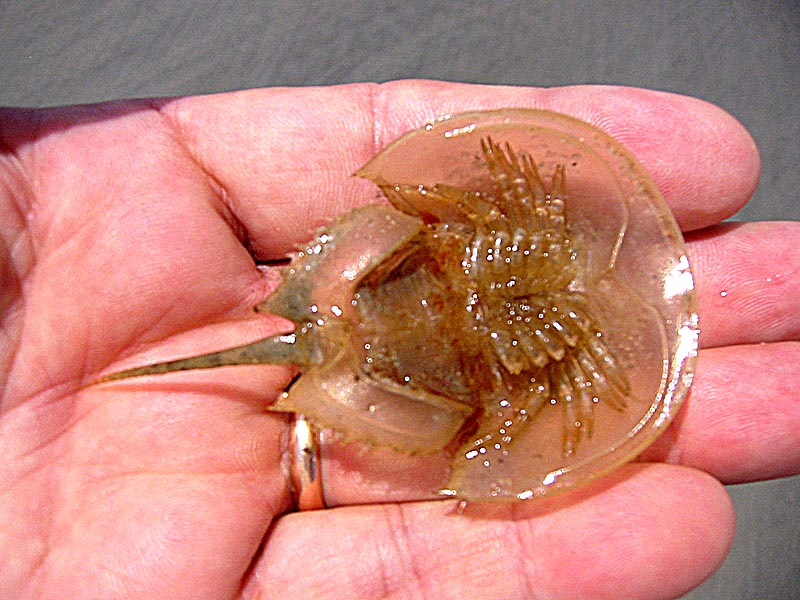
Carapaça abandonada de um juvenil de uma espécie da família Limulidae (vista ventral).
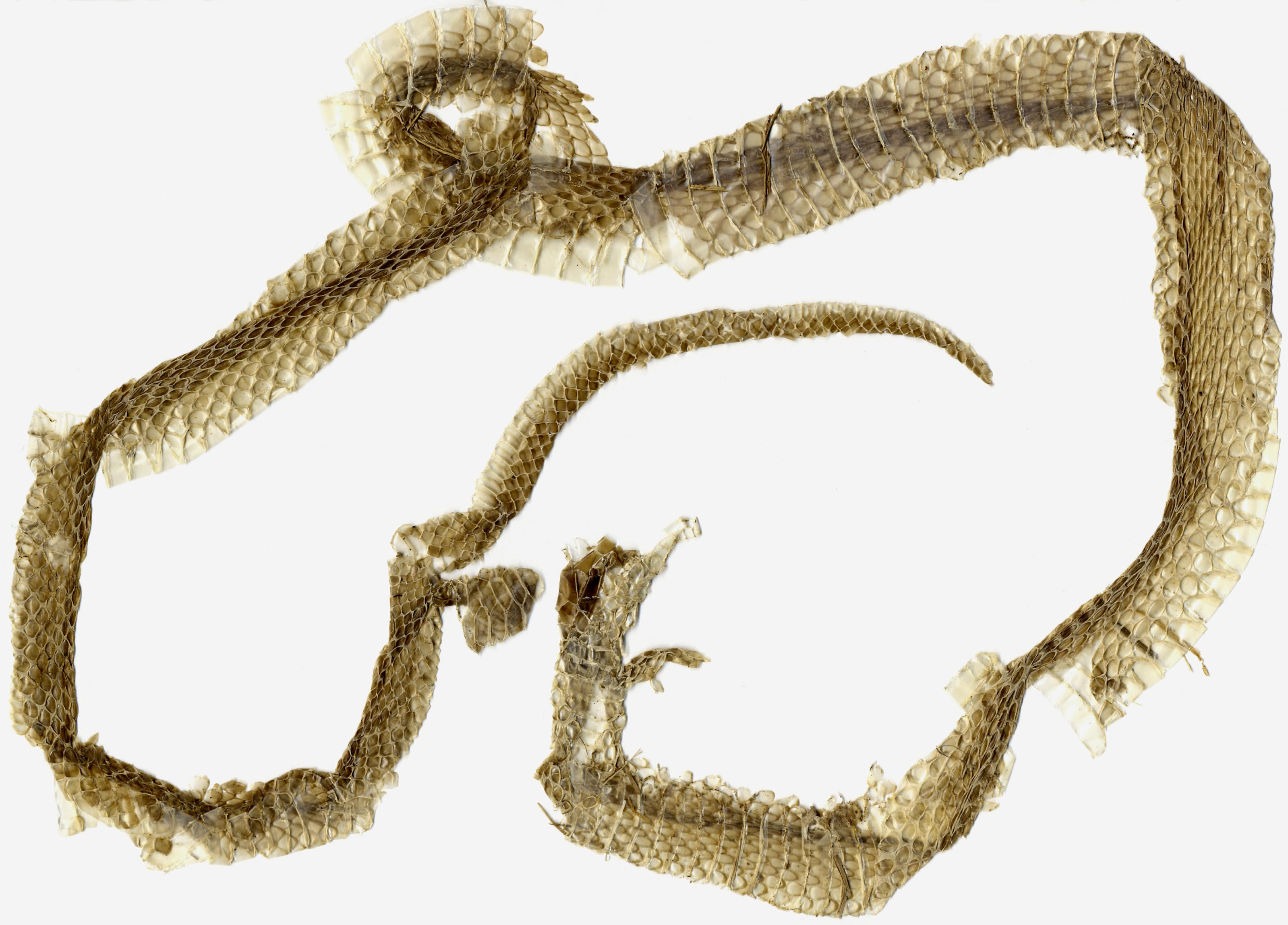
Exúvia de uma cobra-de-água (Natrix natrix).